# Peso mosca
Peso mosca es una categoría competitiva del boxeo y otros deportes de combate, que agrupa a los boxeadores de poco peso. En el boxeo profesional la categoría abarca a los púgiles que pesan más de 48,988 kg (108 lb) y menos de 50,802 kg (112 lb). En el boxeo aficionado la categoría abarca a los boxeadores que pesan más de 48 kg (105,8 lb) y menos de 51 kg (112,4 lb) en el caso de los hombres, y a aquellas que pesan más de 50 kg (110,2 lb) y menos de 52 kg (114,6 lb) en el caso de las mujeres.
En el boxeo profesional la categoría inmediata anterior es el peso minimosca y la inmediata superior el peso supermosca. En el boxeo aficionado, la categoría inmediata anterior es el peso mosca ligero (minimosca), y la inmediata superior el peso gallo.
El peso mosca es una de las ocho categorías tradicionales del boxeo: mosca, gallo, pluma, ligero, wélter, mediano, mediopesado y pesado.

## Boxeo profesional
El peso mosca fue la última de las ocho categorías tradicionales en ser establecida. Las ocho categorías tradicionales son: mosca, gallo, pluma, ligero, wélter, mediano, mediopesado y pesado.
Antes de 1909, todo boxeador debajo del peso pluma era considerado peso gallo, la categoría más liviana, sin importar cuán liviano fuera realmente el púgil. En 1911, la asociación que luego devendría en la British Boxing Board of Control organizó una pelea que consagró a Sid Smith como el primer campeón del mundo peso mosca. Con posterioridad Jimmy Wilde, quien mantuvo el cetro entre 1914 y 1923, fue el primer boxeador en ser reconocido como campeón peso mosca mundial tanto en Gran Bretaña como en Estados Unidos.
Entre los más destacados campeones de peso mosca se encuentran Román «Chocolatito» González, Omar Narváez, Pone Kingpetch, Walter McGowan, Pascual Pérez, Horacio Accavallo, Pancho Villa, Dave McAuley, Miguel Canto y Jorge Arce.

## Mujeres y cadetes
En el boxeo profesional no existen diferencias entre varones y mujeres, en lo relativo a los límites entre las categorías, con la aclaración que entre las mujeres no existe la categoría de peso superpesado y por lo tanto la categoría máxima es peso pesado.
En el boxeo aficionado sí existen diferencias en los límites de las categorías, entre los varones adultos (sénior y júnior) con respecto a las mujeres y los cadetes (menores de edad). En el caso de la categoría mosca, el boxeo femenino tiene un límite máximo de 48 kg (105,82 lb).
Los cadetes (menores de edad) suelen tener regulaciones en cada federación nacional, que respetan las categorías de mayores, pero establecen límites de peso diferentes.

### Campeones mundiales profesionales
| Campeones mundiales de boxeo | Campeones mundiales de boxeo | Campeones mundiales de boxeo | Campeones mundiales de boxeo | Campeones mundiales de boxeo | Campeones mundiales de boxeo |
| Asociación                   | Desde                        | Campeón                      | País                         | Récord                       | Defensas                     |
| ---------------------------- | ---------------------------- | ---------------------------- | ---------------------------- | ---------------------------- | ---------------------------- |
| WBA                          | 24 de febrero de 2018        | Artem Dalakian               | Ucrania                      | 20-0 (14 KO)                 | 4                            |
| WBC                          | 20 de diciembre de 2020      | Julio César Martínez         | México                       | 18-1-0-1 (14 KO)             | 3                            |
| IBF                          | 30 de abril de 2021          | Sunny Edwards                | Reino Unido                  | 16-0 (4 KO)                  | 0                            |
| WBO                          | 6 de noviembre de 2020       | Junto Nakatani               | Japón                        | 22-0 (17 KO)                 | 1                            |

Actualizado el 13/11/2021

## Campeones amateurs

### Campeones olímpicos
- Juegos Olímpicos de San Luis 1904 –  George Finnegan (USA)
- Juegos Olímpicos de Amberes 1920 –  Frankie Genaro (USA)
- Juegos Olímpicos de París 1924 –  Fidel La Barba (USA)
- Juegos Olímpicos de Ámsterdam 1928 –  Antal Kocsis (HUN)
- Juegos Olímpicos de Los Ángeles 1932 –  István Énekes (HUN)
- Juegos Olímpicos de Berlín 1936 –  Willi Kaiser (GER)
- Juegos Olímpicos de Londres 1948 –  Pascual Pérez (ARG)
- Juegos Olímpicos de Helsinki 1952 –  Nathan Brooks (USA)
- Juegos Olímpicos de Melbourne 1956 –  Terry Spinks (GBR)
- Juegos Olímpicos de Roma 1960 –  Gyula Török (HUN)
- Juegos Olímpicos de Tokio 1964 –  Fernando Atzori (ITA)
- Juegos Olímpicos de México 1968 –  Ricardo Delgado Nogales (MEX)
- Juegos Olímpicos de Múnich 1972 –  Georgi Kostadinov (BUL)
- Juegos Olímpicos de Montreal 1976 –  Leo Randolph (USA)
- Juegos Olímpicos de Moscú 1980 –  Petar Lessov (BUL)
- Juegos Olímpicos de Los Ángeles 1984 –  Steve McCrory (USA)
- Juegos Olímpicos de Seúl 1988 –  Kim Kwang-Sun (KOR)
- Juegos Olímpicos de Barcelona 1992 –  Choi Chol-Su (PRK)
- Juegos Olímpicos de Atlanta 1996 –  Maikro Romero (CUB)
- Juegos Olímpicos de Sídney 2000 –  Wijan Ponlid (THA)
- Juegos Olímpicos de Atenas 2004 –  Yuriorkis Gamboa (CUB)
- Juegos Olímpicos de Pekín 2008 –  Somjit Jongjohor (THA)
- Juegos Olímpicos de Londres 2012 –  Robeisy Ramírez (CUB)
- Juegos Olímpicos de Río de Janeiro 2016 –  Shakhobidin Zoirov (UZB)

### Juegos Panamericanos (medallas de oro)
- Juegos Panamericanos de 1951 –  Alberto Barenghi (ARG)
- Juegos Panamericanos de 1955 –  Hilario Correa (MEX)
- Juegos Panamericanos de 1959 –  Miguel ángel Botta (ARG)
- Juegos Panamericanos de 1963 –  Floreal García (URU)
- Juegos Panamericanos de 1967 –  Francisco Rodríguez (VEN)
- Juegos Panamericanos de 1971 –  Francisco Rodríguez (VEN)
- Juegos Panamericanos de 1975 –  Ramón Duvalón (CUB)
- Juegos Panamericanos de 1979 –  Alberto Mercado (PUR)
- Juegos Panamericanos de 1983 –  Pedro Orlando Reyes (CUB)
- Juegos Panamericanos de 1987 –  Adalberto Regalado (CUB)
- Juegos Panamericanos de 1991 –  José Ramos (CUB)
- Juegos Panamericanos de 1995 –  Joan Guzmán (DOM)
- Juegos Panamericanos de 1999 –  Omar Narváez (ARG)
- Juegos Panamericanos de 2003 –  Yuriorkis Gamboa (CUB)